# Золотой генерал
Золото́й генера́л (яп. 金将 кинсё:), кратко зо́лото (яп. 金 кин) — фигура в сёги.
Обозначение в европейской нотации: G.
Упоминая серебряных и золотых генералов без акцента на тип фигуры, также употребляют просто слово генерал(ы).

## Начальное расположение
В начальной расстановке фигур в классических сёги у каждого из противников имеется по 2 золота, стоящих рядом с королём, на полях справа и слева от него: у чёрных — на полях 4i и 6i, у белых — на 4a и 6a.
| ○ | ○  | ○ |
| ○ | 金 | ○ |
|   | ○  |   |

## Правила ходов
За один ход золото может пойти на любое соседнее поле кроме полей, расположенных сзади от него по диагонали. Таким образом, золото посередине пустой доски имеет 6 вариантов хода. Золото в сёги — единственная кроме короля фигура, которая не переворачивается, доходя до зоны переворота (трёх дальних горизонталей), поэтому обратная сторона этой фигуры не имеет никаких надписей. Тем не менее, слово 成金 в японском языке есть, и означает нувориша (дословно, «сделавший деньги»).

## Ходящие как золото
Все младшие фигуры сёги (серебро, конь, стрелка, пешка) после переворота начинают ходить, как золото. Поэтому на обратной стороне у всех у них (кроме токина) имеется иероглиф золото (яп. 金 кин), надписанный различными шрифтами для различения, а название токин (яп. と金, превращённая пешка) имеет дословный перевод «тоже золото».
Однако, при съедении все эти фигуры в руке утрачивают свойство золота, и далее сбрасываются (даже в зону переворота) уже неперевёрнутыми.

## Применение
В дебюте золото чаще всего используется для построения крепости (за́мка) — ягуры, мино, анагумы и т. д.
В ёсэ золото — фигура первостепенной важности при матовании, однако оно же позволяет максимально увеличить защиту короля от атаки противника. Таким образом, выбор: сбросить ли имеющееся в руке золото в защиту, или же усилить им атаку, или оставить в руке на будущее, в ёсэ часто является ключевым и достаточно сложным.
Золото — фигура, создающая основную матовую форму атама-кин (яп. 頭金, «золото на голове»).

## Ценность
Ценность золота (если считать ценность пешки за 1), согласно мнению различных сёгистов, равна:
- 5 (Томохидэ Кавасаки, 4 любительский дан)[1]
- 6 (Митио Ариёси, 9 профессиональный дан[2])
- 8 (Ларри Кауфман, 5 дан ФЕСА[3])
- 9 (Кодзи Танигава, 17-й пожизненный мэйдзин)[1]
- 11 (Ясумицу Сато, 4-й пожизненный кисэй) [1]

Ценность золота (как и любой другой фигуры) зависит от многих параметров: близости к своему или вражескому королю; прочности форм, в которых оно участвует; нахождению в руке или на доске. Так, при атаке золото обычно сильнее в руке, а при защите — в составе крепости. Конечно, при сэмэай (обоюдной атаке) эти факторы вступают в противоречие, что усложняет расчёты.
Новичкам рекомендуется считать ценность золота равной 6 (числу его возможных ходов).

## Пословицы сёги про золото
- Храни золото до конца (для решающего удара)
- Отманивай золото вперёд по диагонали
- С золотом на нижней горизонтали можно жертвовать ладью
- Ход золотом назад хорош
- С золотом выше серебра жди неприятностей
- Пешка позади золота (яп. 底歩, сокофу, «пешка-якорь») крепка, как скала
- Короля защищай тремя генералами (подразумеваются два золота и серебро)[4]

## Варианты сёги
Фигура «золото» присутствует не только в классических сёги, но и во многих вариантах сёги. Ходит оно (до переворота) во всех этих играх одинаково, но в некоторых вариантах может переворачиваться. Так, в тю сёги в лагере противника золото может превратиться в ладью, а в тай сёги, тэндзику сёги и тайкёку сёги оно, совершая первое же взятие, переворачивается в дракона. В киото сёги золото при каждом ходе переворачивается в коня (который, в свою очередь, при каждом своём ходе переворачивается обратно в золото).
- В период Хэйан золотых генералов в сёги и дай сёги было тоже 2; в начальной расстановке они тоже стояли справа и слева от короля и точно так же ходили.
- В средневековых больших сёги у каждой стороны тоже есть по 2 золота, но не всегда они стоят рядом с королём. Так,
  - в тю сёги и тэндзику сёги правое золото стоит справа от фигуры пьяный слон;
  - в дай дай сёги золотые стоят впереди по диагонали от короля
  - в мака дай дай сёги и тай сёги золотые стоят слева и справа от короля, но через поле от него
- В современных малых вариантах сёги также присутствуют золотые генералы:
  - в горо горо сёги они стоят справа и слева от короля
  - в микросёги и минисёги у каждого игрока есть лишь 1 золото,

и т. д.
В мавари сёги золотые генералы используются в качестве генератора случайных чисел методом, аналогичным фуригоме.